# Microplinthus maior
Microplinthus maior – gatunek chrząszcza z rodziny ryjkowcowatych i podrodziny Molytinae.
Gatunek ten opisany został w 1987 roku przez Władimira W. Żerichina jako Leptanchonus major, na podstawie samicy odłowionej w 1980.. W 2003 roku Massimo Meregalli przeniósł go do rodzaju Microplinthus, a w 2004 dokonał jego redeskrypcji.
Chrząszcz o ciele długości 4,98 mm (bez ryjka), ubarwionym matowo czarno z ciemnobrązowymi odnóżami oraz pomarańczowymi czułkami i stopami. Szczecinki ciemnożółte. Ryjek wyraźnie walcowaty, regularnie zakrzywiony, u nasady tak szeroki jak w miejscu osadzenia czułków, ciemny i gęsto punktowany. Przedplecze nieco dłuższe niż szersze, o nasadzie lekko łukowatej i bokach prawie równoległych. Pokrywy na wierzchu płaskie. Nieparzyste międzyrzędy z wyraźnymi, niskimi guzkami wyposażonymi w kępki sterczących, zakrzywionych szczecinek krótszych niż szerokość międzyrzędu. Odnóża o punktowanych udach, podłużnie listewkowanych goleniach i pazurkach pozbawionych ząbków.
Jedyny znany okaz pochodzi z Gitang Khola w nepalskim dystrykcie Ilam, położonego na wysokościach 2500 m n.p.m.